# خريشة العواص (الوضيع)

تعديل مصدري - تعديل

خريشة العواص هي إحدى قرى عزلة  الوضيع بمديرية الوضيع التابعة لمحافظة أبين، بلغ تعداد سكانها 46 نسمة حسب تعداد اليمن لعام 2004.